# René Sterckx
René Sterckx y Calle, né le 18 janvier 1991, est un joueur de football belge d'origine espagnole. Il a été formé au RSC Anderlecht, dont il intègre le noyau professionnel en 2010. Il évolue au Cercle Bruges KSV, en deuxième division, depuis septembre 2015.

## Carrière
René Sterckx s'affilie d'abord au KFC Strombeek en 1996, où il est repéré par des recruteurs du Sporting Anderlecht, qu'il rejoint à l'âge de huit ans. De 1999 à 2010, il effectue toute sa formation dans les différentes équipes de jeunes du club avant de signer son premier contrat professionnel. Il est immédiatement prêté pour un an à Zulte Waregem, une équipe de première division, pour y acquérir du temps de jeu. Malheureusement, une grave blessure au genou l'empêche de jouer durant quasiment toute la saison. En juin 2011, son prêt à Zulte Waregem est prolongé pour un an. Remis de sa blessure, il y obtient du temps de jeu sans devenir un joueur titulaire indiscutable pour autant.
En fin de saison, René Sterckx décide de retourner à Anderlecht, le nouvel entraîneur John van den Brom le considérant comme un successeur potentiel à l'argentin Lucas Biglia. Il ne parvient toutefois pas à s'imposer face à une concurrence plus relevée et est de nouveau prêté durant le mois de janvier, cette fois à Waasland-Beveren. Il y dispute quelques rencontres et participe au maintien du club parmi l'élite. En juin, il s'engage définitivement avec le club waaslandien, où il signe un contrat pour les trois prochaines saisons. Il ne reçoit pas beaucoup de temps de jeu durant la saison et, après l'arrivée de Ronny Van Geneugden au poste d'entraîneur durant l'été 2014, il se voit signifier qu'il peut quitter le club. N'ayant pas trouvé une nouvelle équipe durant la période de transfert estivale, il rompt son contrat à l'amiable avec le club le 1er septembre et est donc libre de s'engager où il le souhaite. Il reste un an sans club avant d'être engagé en septembre 2015 par le Cercle de Bruges, relégué en fin de saison précédente en deuxième division.